# Carey Bell
Carey Bell Harrington (Macon, 14 novembre 1936 – Chicago, 6 maggio 2007) è stato un armonicista e bassista statunitense.
Era noto come suonatore di armonica a bocca e bassista in stile Chicago blues.

## Discografia
- Carey Bell's Blues Harp (Delmark, 1969)
- Big Walter Horton with Carey Bell (Alligator, 1973) con Big Walter Horton
- Last Night (BluesWay, 1973)
- Heartaches and Pain (Delmark, 1977 [1994])
- Goin' on Main Street (Evidence), 1982
- Son of a Gun (Rooster Blues), 1984
- Straight Shoot (Blues South West), 1986
- Harpslinger (JSP), 1988
- Dynasty! (JSP), 1990
- Mellow Down Easy (Blind Pig), 1991
- Breakdown Blues Live!, con "The Cat" (CMA), 1992
- Harpmaster (JSP), 1994
- Carey Bell & Spike Ravenswood (Saar), 1995
- Deep Down (Alligator), 1995
- Good Luck Man (Alligator), 1997
- Brought Up the Hard Way (JSP CD 802), 1999
- Second Nature (Alligator), 2004
- Gettin' Up: Live at Buddy Guy's Legends, Rosa's and Lurrie's Home, con Lurrie Bell (Delmark), 2007

Con Louisiana Red
- Reality Blues (L+R), 1980
- Boy from Black Bayou (L+R), 1983
- My Life (L+R), 1984
- Brothers in Blues (CMA Records), 1993
- Live at 55 (Enja), 1994
- The Blues Masters Bad Case of the Blues (Mojo Tone), 2004

Con altri artisti
- I Feel Good! con John Lee Hooker (Carson, 1970)
- I Wanna Dance All Night con John Lee Hooker (America, 1970)
- 2 Bugs and a Roach con Earl Hooker (Arhoolie, 1969)
- Lake Michigan Ain't No River, con Bob Riedy Blues Band, 1972–1973
- "Unk" in Funk con Muddy Waters (Chess, 1974)
- Just Off Halsted, con Bob Riedy Blues Band (Flying Fish FF 006), 1974
- Blues After Sunrise, con Heinz Sauer & Bob Degen (L+R 40017), 1980
- Harp Attack!, con James Cotton, Junior Wells & Billy Branch (Alligator), 1990
- Delta Bluesman, con Honeyboy Edwards (Earwig 4922), 1991
- Good Candy, con Lovie Lee (Earwig 4928), 1994
- You Can't Take My Blues, con Doug MacLeod (Sledgehammer Blues 2-AQM-1041), 1996
- Blues Blues Blues, con the Jimmy Rogers All Stars (Atlantic), 1998
- Superharps II, con Lazy Lester, Raful Neal & Snooky Pryor (Telarc), 2001
- Family Album, con Wentus Blues Band (Bluelight), 2004